# Gare du Teil
Gare du Teil vasútállomás Franciaországban, Le Teil településen.

## Vasútvonalak
Az állomást az alábbi vasútvonalak érintik:
- Givors-Canal–Grezan-vasútvonal
- Ligne du Teil à Alès

## Kapcsolódó állomások
A vasútállomáshoz az alábbi állomások vannak a legközelebb: